# 董超 (击剑运动员)
董超（1988年2月5日—），中国男子击剑运动员，2010年亚洲运动会男子重剑团体铜牌得主、2013年世界大运会男子重剑个人金牌得主和男子重剑团体银牌得主、2018年亚洲运动会男子男子重剑团体银牌得主。